# Metallosticha aigneri
Metallosticha aigneri är en fjärilsart som beskrevs av Hans Georg Amsel 1935. Metallosticha aigneri ingår i släktet Metallosticha och familjen mott. Inga underarter finns listade i Catalogue of Life.